# Festival di Berlino 1993
La 43ª edizione del Festival internazionale del cinema di Berlino si è svolta a Berlino dall'11 al 22 febbraio 1993, con lo Zoo Palast come sede principale. Direttore del festival è stato per il quattordicesimo anno Moritz de Hadeln.
L'Orso d'oro è stato assegnato ex aequo al film taiwanese Il banchetto di nozze di Ang Lee e al film cinese La donna del lago delle anime profumate di Xie Fei.
L'Orso d'oro alla carriera è stato assegnato al regista, sceneggiatore e produttore Billy Wilder e all'attore Gregory Peck, ai quali è stata dedicata la sezione "Homage", mentre la Berlinale Kamera è stata assegnata alle attrici Victoria Abril, Juliette Binoche, Gong Li, Corinna Harfouch e Johanna ter Steege.
In questa edizione è stato assegnato per la prima volta il Premio l'angelo azzurro, sponsorizzato dalla AGICOA (Association de Gestion Internationale Collective des Oeuvres Audiovisuelles) e conferito dalla giuria internazionale al miglior film europeo in concorso.
Il festival è stato aperto dal film in concorso Il valzer del pesce freccia di Emir Kusturica.
La retrospettiva di questa edizione è stata dedicata ai film realizzati con il sistema CinemaScope e con analoghi sistemi di ripresa con lenti anamorfiche come il francese Dialyscope, il giapponese Tohoscope e l'italiano Techniscope.

## Giurie

### Giuria internazionale
- Frank Beyer, regista e sceneggiatore (Germania) - Presidente di giuria[4]
- Susan Strasberg, attrice (Stati Uniti)
- Naum Kleiman, storico del cinema (Russia)
- Brock Peters, attore e cantante (Stati Uniti)
- Zhang Yimou, regista (Cina)
- Michel Boujut, critico cinematografico (Francia)
- François Duplat, produttore (Francia)
- Juan Antonio Bardem, regista e sceneggiatore (Spagna)
- Krystyna Janda, attrice (Polonia)
- Johanna ter Steege, attrice (Paesi Bassi)
- Katinka Faragó, produttrice (Svezia)

### Kinderjury
I premi riservati alla sezione Kinderfilmfest sono stati assegnati da una giuria composta da membri di età compresa tra 11 e 14 anni, selezionati dalla direzione del festival attraverso questionari inviati l'anno precedente..

## Selezione ufficiale

### In concorso
- At zije mys!, regia di Pavel Koutský (Repubblica Ceca)
- Il banchetto di nozze (Xi yan), regia di Ang Lee (Taiwan, USA)
- Belle Epoque, regia di Fernando Trueba (Spagna, Portogallo, Francia)
- Bolero, regia di Ivan Maksimov (Russia)
- Die Denunziantin, regia di Thomas Mitscherlich (Germania)
- Diario di un vizio, regia di Marco Ferreri (Italia)
- La donna dei sogni (Yume no onna), regia di Tamasaburō Bandō (Giappone)
- La donna del lago delle anime profumate (Xiang hun nu), regia di Xie Fei (Cina)
- Le dressage des nouvelles par Valentin le désossé, regia di Jean-Christophe Villard (Francia)
- Due sconosciuti, un destino (Love Field), regia di Jonathan Kaplan (USA)
- Étude n.11, opus 25, regia di Agnès Chirol e Jean-Loup Chirol (Francia)
- Flâneur, regia di Torben Skjødt Jensen (Danimarca)
- Il giardino di cemento (The Cement Garden), regia di Andrew Birkin (Francia, Germania, Regno Unito)
- Ha-Chayim Al-Pi Agfa, regia di Assi Dayan (Israele)
- Hoffa - Santo o mafioso? (Hoffa), regia di Danny DeVito (USA)
- Hoppá, regia di Gyula Maár (Ungheria)
- Le jeune Werther, regia di Jacques Doillon (Francia)
- Kærlighedens smerte, regia di Nils Malmros (Danimarca)
- Il letto matrimoniale (Patul conjugal), regia di Mircea Daneliuc (Romania)
- Loves Me... Loves Me Not, regia di Jeff Newitt (Regno Unito)
- Malcolm X, regia di Spike Lee (USA, Giappone)
- Mao yu shu, regia di Jinqing Hu (Cina)
- Maria Lassnig Kantate, regia di Maria Lassnig e Hubert Sielecki (Austria)
- Op afbetaling, regia di Frans Weisz (Paesi Bassi)
- La piccola apocalisse (La petite apocalypse), regia di Costa-Gavras (Francia, Italia, Polonia)
- La pista del maiale, regia di Gianluigi Toccafondo (Italia)
- Den russiske sangerinde, regia di Morten Arnfred (Danimarca)
- Samba Traoré, regia di Idrissa Ouédraogo (Burkina Faso, Francia, Svizzera)
- Sankofa, regia di Haile Gerima (USA, Ghana, Burkina Faso, Regno Unito, Germania)
- Secrets of the City, regia di Cathy Linsley (Australia)
- Silvester, regia di Jochen Kuhn (Germania)
- Strana vstrechaet geroev, regia di Franz Rotwald (Russia)
- Telegrafisten, regia di Erik Gustavson (Danimarca, Norvegia)
- Toys - Giocattoli (Toys), regia di Barry Levinson (USA)
- Udzinarta mze, regia di Temur Babluani (Georgia)
- Il valzer del pesce freccia (Arizona Dream), regia di Emir Kusturica (USA, Francia)
- Wir können auch anders..., regia di Detlev Buck (Germania)

### Fuori concorso
- Il buio oltre la siepe (To Kill a Mockingbird), regia di Robert Mulligan (USA)
- Il gorilla fa il bagno a mezzogiorno (Gorila se kupa u podne), regia di Dušan Makavejev (Serbia e Montenegro, Germania)
- Inge, April und Mai, regia di Gabriele Denecke e Wolfgang Kohlhaase (Germania)
- Un jour dans la mort de Sarajevo, regia di Alain Ferrari e Thierry Ravalet (Francia)
- King Kong, regia di Merian C. Cooper e Ernest B. Schoedsack (USA)
- Requiem, regia di Reni Mertens e Walter Marti (Svizzera)
- La vedova americana (Used People), regia di Beeban Kidron (USA, Giappone)

### Panorama
- 1x täglich, regia di Maximilian von Moll (Germania)
- A cena col diavolo (Le souper), regia di Édouard Molinaro (Francia)
- Abortion: Desperate Choices, regia di Deborah Dickson, Susan Froemke e Albert Maysles (USA)
- Aga ni ikiru, regia di Makoto Satō (Giappone)
- Amori e amicizie (Passion Fish), regia di John Sayles (USA)
- The Attendant, regia di Isaac Julien (Regno Unito)
- Das Auge des Taifun, regia di Paulus Manker (Austria)
- Back to the Inkwell, regia di Ronald Bijlsma (Paesi Bassi)
- Barabaniada, regia di Sergei Ovcharov (Russia, Francia)
- Le bateau de mariage, regia di Jean-Pierre Améris (Svizzera)
- Blue, regia di Don McKellar (Canada)
- Boomtown, regia di Christoph Schrewe (Germania)
- Bust, regia di David Wojnarowicz e Richard Morrison (USA)
- Clingfilm, regia di Anna Thew (Regno Unito)
- The Dance, regia di Jim Hubbard (USA)
- Daybreak, regia di Stephen Tolkin (USA)
- Dedictví aneb Kurvahosigutntag, regia di Věra Chytilová (Repubblica Ceca)
- Donne senza trucco (Abgeschminkt!), regia di Katja von Garnier (Germania)
- De drie beste dingen in het leven, regia di Ger Poppelaars (Paesi Bassi)
- Dr. Paglia, regia di Monika Treut (Germania, USA)
- Eine Traumhochzeit, regia di Baduri (Germania)
- Eroe per caso (Hero), regia di Stephen Frears (USA)
- Un eroe piccolo piccolo (Jack the Bear), regia di Marshall Herskovitz (USA)
- Haití: Killing the Dream, regia di Katharine Kean e Rudi Stern (USA)
- Happy Hour, regia di Jesse Hartman (USA)
- Hugh Hefner: Once Upon a Time, regia di Robert Heath (USA)
- I vozvrashchaetsya veter..., regia di Mikhail Kalik (Unione Sovietica, USA)
- The Kiss, regia di Philip Kan Gotanda (USA)
- Kleiner Furz, regia di Thomas Struck (Germania)
- Last Call at Maud's, regia di Paris Poirier (USA)
- Lava Story, regia di Philippe Niang (Francia)
- Lepsie byt bohaty a zdravy ako chudobny a chory, regia di Juraj Jakubisko (Repubblica Ceca, Slovacchia)
- Liberators: Fighting on Two Fronts in World War II, regia di William Miles e Nina Rosenblum (USA)
- Lilien in der Bank, regia di Marianne Rosenbaum e Gérard Samaan (Germania)
- En liten film för mina systrar, regia di Asa Sjöström (Svezia)
- Long min, regia di Chi Leung 'Jacob' Cheung (Hong Kong)
- Love in Limbo, regia di David Elfick (Australia)
- Made In Ex-Yu, regia di Zdravko Barisic (Slovenia)
- El mariachi, regia di Robert Rodriguez (USA)
- Mariti e mogli (Husbands and Wives), regia di Woody Allen (USA)
- Max, regia di Monika Treut (Germania, USA)
- Memento Mori, regia di Jack Clayton (Regno Unito)
- Min store tjocke far, regia di Kjell-Åke Andersson (Svezia, Norvegia)
- Mustard Bath, regia di Darrell Wasyk (Canada)
- Nad temnoy vodoy, regia di Dmitriy Meskhiev (Russia)
- Niagara, regia di Mark Hesselink (Canada)
- No Regret, regia di Marlon Riggs (USA)
- Notti selvagge (Les nuits fauves), regia di Cyril Collard (Francia, Italia)
- Nový Hyperion aneb Volnost, rovnost, bratrství, regia di Karel Vachek (Cecoslovacchia)
- Okoge, regia di Takehiro Nakajima (Giappone)
- Oranschewyje Schilety, regia di Jurij Chascewatskij e E. Milova (Russia, Germania)
- Pamietnik znaleziony w garbie, regia di Jan Kidawa-Blonski (Polonia, Russia)
- Der Partisan, regia di Jan Ralske (Germania)
- Passin' It On, regia di Jon Valadez (USA)
- P(l)ain Truth, regia di Ilppo Pohjola (Finlandia)
- Les Poseuses, regia di Roland Platte e Eugen Bavcar (Francia)
- A Question of Color, regia di Kathe Sandler (USA)
- Qīngshàonián Nézhā, regia di Tsai Ming-liang (Taiwan)
- Ram Ke Naam, regia di Anand Patwardhan (India)
- Richting Engeland, regia di André van Duren (Paesi Bassi)
- Santa Maria, regia di Nuno Leonel (Portogallo)
- Say a Little Prayer, regia di Richard Lowenstein (Australia)
- Schwarzfahrer, regia di Pepe Danquart (Germania)
- Sex Is..., regia di Marc Huestis (USA)
- Silverlake Life: The View from Here, regia di Peter Friedman e Tom Joslin (USA)
- Singles - L'amore è un gioco (Singles), regia di Cameron Crowe (USA)
- Six Hours From Cleveland, regia di Jesse Peretz (USA)
- Soy Luna, regia di Wolke Kluppell (Paesi Bassi)
- Split, regia di Ellen Fisher Turk e Andrew Weeks (USA)
- Una stazione di passaggio (Una estación de paso), regia di Gracia Querejeta (Spagna)
- Stefan - Eine Ost-West-Schnulze, regia di Michael Blume (Germania)
- Svart Lucia, regia di Rumle Hammerich (Svezia, Danimarca)
- Tala! Det är så mörkt, regia di Suzanne Osten (Svezia)
- Things We Said Today, regia di John Miller-Monzon (USA)
- Time Expired, regia di Danny Leiner (USA)
- Time Stands Still, regia di Simon Everson e Urszula Urbanik (Regno Unito)
- Tra l'incudine e il martello (Hammers Over the Anvil), regia di Ann Turner (Australia)
- Twist, regia di Ron Mann (Canada)
- Veturimiehet heiluttaa, regia di Kari Paljakka (Finlandia, Svezia)
- La vida láctea, regia di Juan Estelrich Jr. (Spagna, Francia, Germania)
- Vulpe - vânator, regia di Stere Gulea (Romania, Germania)
- Waterland - Memorie d'amore (Waterland), regia di Stephen Gyllenhaal (Regno Unito)
- Why Not Love?/Get Used To It, regia di Edgar Barens (USA)
- Wittgenstein, regia di Derek Jarman (Regno Unito, Giappone)

### Forum
- 1966, wo de Hongweibing shidai, regia di Wu Wenguang (Cina)
- Alla deriva (The Bed You Sleep In), regia di Jon Jost (USA)
- Al-lail, regia di Mohamed Malas (Siria)
- All Is Well (Wsjo charascho), regia di W. Schnypar e J. Chaschtschewatski (Russia)
- Amadeu Antonio, regia di Thomas Balzer (Germania)
- Babel - Lettre à mes amis restés en Belgique, regia di Boris Lehman (Belgio)
- La bilancia (Balanta), regia di Lucian Pintilie (Francia, Romania)
- Caccia alle farfalle (La chasse aux papillons), regia di Otar Ioseliani (Francia, Italia, Germania)
- Calendar, regia di Atom Egoyan (Armenia, Canada, Germania)
- Careful, regia di Guy Maddin (Canada)
- Contes et comptes de la cour, regia di Éliane de Latour (Francia)
- Daniel Willi, regia di Ernie Gehr (USA)
- De force avec d'autres, regia di Simon Reggiani (Francia)
- Drehbuch - Die Zeiten, regia di Barbara e Winfried Junge (Germania)
- Duke Ellington: Reminiscing in Tempo, regia di Robert Levi (USA)
- Ebreju iela, regia di Herz Frank (Lettonia)
- Elegia dalla Russia... studi per un sogno (Elegiya iz Rossii), regia di Aleksandr Sokurov (Russia)
- Frameup, regia di Jon Jost (USA)
- Guelwaar, regia di Ousmane Sembène (Francia, Germania, Senegal, USA)
- Hatachi no binetsu, regia di Ryosuke Hashiguchi (Giappone)
- Heya, regia di Sion Sono (Giappone)
- Die Insel, regia di Martin Schaub (Svizzera)
- Jakub, regia di Jana Sevciková (Cecoslovacchia)
- Kamen, regia di Aleksandr Sokurov (Russia)
- El lado oscuro del corazón, regia di Eliseo Subiela (Argentina, Canada)
- Laws of Gravity, regia di Nick Gomez (USA)
- Libera, regia di Pappi Corsicato (Italia)
- Madame L'Eau, regia di Jean Rouch (Francia, Paesi Bassi)
- Mama, regia di Zhang Yuan (Cina)
- Manufacturing Consent: Noam Chomsky and the Media, regia di Mark Achbar e Peter Wintonick (Australia, Finlandia, Norvegia, Canada)
- Mit Verlust ist zu rechnen, regia di Ulrich Seidl (Austria)
- Nargess, regia di Rakhshan Banietemad (Iran)
- New! Improved! Real-life American Fairy Tale, regia di Deborah Magocsi (USA)
- Nitrate Kisses, regia di Barbara Hammer (USA)
- Non ho parole, regia di Pasquale Misuraca (Italia)
- Once Upon a Time in China II (Wong Fei Hung II: Nam yee tung chi keung), regia di Tsui Hark (Hong Kong)
- Painted Skin (Hua pi zhi: Yin yang fa wang), regia di King Hu (Hong Kong, Cina)
- La petite amie d'Antonio, regia di Manuel Poirier (Francia)
- Pimpf war jeder, regia di Erwin e Vera Leiser (Germania)
- Primo Levi: The Memory of the Offence, regia di Denys Blakeway (Regno Unito)
- Rock Hudson's Home Movies, regia di Mark Rappaport (USA)
- Rossellini visto da Rossellini, regia di Adriano Aprà (Italia)
- Sababu, regia di Kollo Sanou e Nissi Joanny Traoré (Burkina Faso)
- Sabzi Mandi Ke Heere, regia di Nilita Vachani (India)
- Serge Daney: Itinéraire d'un 'ciné-fils', regia di Pierre-André Boutang e Dominique Rabourdin (Francia)
- Sertschawan (Bei meinen Augen), regia di Beatrice Michel Leuthold e Hans Stürm (Germania)
- Shuang-Qi-Zhen daoke, regia di He Ping (Cina)
- Side/Walk/Shuttle, regia di Ernie Gehr (USA)
- Sishi puhuo, regia di Li Shaohong (Cina)
- Stau - Jetzt geht's los, regia di Thomas Heise (Germania)
- Stilles Land, regia di Andreas Dresen (Germania)
- Swordsman II (Xiao ao jiang hu: dong fang bu bai), regia di Ching Siu-tung e Stanley Tong (Hong Kong)
- Tahader Katha, regia di Buddhadev Dasgupta (India)
- Tanjuska ja 7 perkelettä, regia di Pirjo Honkasalo (Finlandia, Svezia)
- Texas Tenor: The Illinois Jacquet Story, regia di Arthur Elgort (USA)
- These Boots, regia di Aki Kaurismäki (Finlandia)
- This Side of Paradise, regia di Ernie Gehr (USA)
- Timisoara: December 1989, regia di Bose O. Pastina (Romania)
- Tuhlaajapoika, regia di Veikko Aaltonen (Finlandia)
- Valsi Pechoraze, regia di Lana Gogoberidze (Georgia)
- Wahrheit macht frei, regia di Michael Schmidt (Germania, Svezia)
- Warheads, regia di Romuald Karmakar (Francia, Germania)
- The World According to John Coltrane, regia di Robert Palmer e Toby Byron (Regno Unito)
- Xuese Qingchen, regia di Li Shaohong (Cina)
- Ya khotela uvidet angelov, regia di Sergej Bodrov (Russia, USA)
- Zhao le, regia di Ning Ying (Cina)

### Kinderfilmfest/14plus
- Angelochek sdelay radost, regia di Uzmaan Saparov (Turkmenistan)
- Carnevale del animale, regia di Horst Schier (Germania)
- Chakmeh, regia di Mohammad-Ali Talebi (Iran)
- Comme un bateau, la mer en moins, regia di Dominique Ladoge (Francia)
- Dammsugaren, regia di Lotta Geffenblad e Gun Jacobson (Svezia)
- Die dumme Augustine, regia di Juraj Herz (Germania)
- Lord of the Sky, regia di Eugen Spaleny e Ludmila Zeman (Canada)
- The Orange, regia di Diane Chartrand (Canada)
- Portly's Hat, regia di Loraine Marshall (Regno Unito)
- Red Riding Hood, regia di Virginia Wilkos (USA)
- Rinnsteinspiraten, regia di Christina Schindler (Germania)
- Det skaldede spøgelse, regia di Brita Wielopolska (Danimarca)
- Solo dlya luny i volka, regia di Aleksandr Gorlenko (Unione Sovietica)
- Tian tang hui xin, regia di Wang Junzheng (Cina)
- True Friend, regia di Graham Ralph (Regno Unito)
- Tule tagasi, Lumumba, regia di Aare Tilk (Estonia)
- Vinaya, regia di Josse De Pauw e Peter van Kraaij (Paesi Bassi, Belgio)
- Zirri - Das Wolkenschaf, regia di Rolf Losansky (Germania)

### Retrospettiva
- Ventimila leghe sotto i mari (20,000 Leagues Under the Sea), regia di Richard Fleischer (USA)
- L'amore è una cosa meravigliosa (Love Is a Many-Splendored Thing), regia di Henry King (USA)
- Un amore splendido (An Affair to Remember), regia di Leo McCarey (USA)
- Anatomia di un rapimento (Tengoku to jigoku), regia di Akira Kurosawa (Giappone)
- L'anno scorso a Marienbad (L'année dernière à Marienbad), regia di Alain Resnais (Francia, Italia)
- L'appartamento (The Apartment), regia di Billy Wilder (USA)
- L'aquila solitaria (The Spirit of St. Louis), regia di Billy Wilder (USA)
- Arabesque, regia di Stanley Donen (USA)
- Le avventure del capitano Hornblower, il temerario (Captain Horatio Hornblower R.N.), regia di Raoul Walsh (Regno Unito, USA)
- Barriera invisibile (Gentleman's Agreement), regia di Elia Kazan (USA)
- Berliner Blau, regia di Hartmut Jahn (Germania Ovest)
- La bionda esplosiva (Will Success Spoil Rock Hunter?), regia di Frank Tashlin (USA)
- Blade Runner, regia di Ridley Scott (USA, Hong Kong, Regno Unito)
- Bravados (The Bravados), regia di Henry King (USA)
- Buongiorno tristezza (Bonjour tristesse), regia di Otto Preminger (USA, Regno Unito)
- Carmen Jones, regia di Otto Preminger (USA)
- Carovana verso il Sud (Untamed), regia di Henry King (USA)
- La casa di bambù (House of Bamboo), regia di Samuel Fuller (USA)
- Il caso Paradine (The Paradine Case), regia di Alfred Hitchcock (USA)
- Le chant du Styrène, regia di Alain Resnais (Francia)
- Le chiavi del paradiso (The Keys of the Kingdom), regia di John M. Stahl (USA)
- Cielo giallo (Yellow Sky), regia di William A. Wellman (USA)
- Il conquistatore dei mongoli (Ilya Muromets), regia di Aleksandr Ptuško (Unione Sovietica)
- Il covo dei contrabbandieri (Moonfleet), regia di Fritz Lang (USA)
- Davide e Betsabea (David and Bathsheba), regia di Henry King (USA)
- Dietro lo specchio (Bigger Than Life), regia di Nicholas Ray (USA)
- La dolce vita, regia di Federico Fellini (Italia, Francia)
- Il dominatore di Chicago (Party Girl), regia di Nicholas Ray (USA)
- Don Chisciotte (Don Kikhot), regia di Grigorij Kozincev (Unione Sovietica)
- La donna del destino (Designing Woman), regia di Vincente Minnelli (USA)
- Donna di vita (Lola), regia di Jacques Demy (Italia, Francia)
- Die Dreigroschenoper, regia di Wolfgang Staudte (Francia, Germania Ovest)
- Duello al sole (Duel in the Sun), regia di King Vidor (USA)
- Due o tre cose che so di lei (2 ou 3 choses que je sais d'elle), regia di Jean-Luc Godard (Francia)
- È nata una stella (A Star Is Born), regia di George Cukor (USA)
- L'esperimento del dottor K. (The Fly), regia di Kurt Neumann (USA)
- La fortezza nascosta (Kakushi-toride no san-akunin), regia di Akira Kurosawa (Giappone)
- Frenesia del delitto (Compulsion), regia di Richard Fleischer (USA)
- Gente di notte (Night People), regia di Nunnally Johnson (USA)
- Gigi, regia di Vincente Minnelli (USA)
- Il giustiziere di Londra (Der Henker von London), regia di Edwin Zbonek (Germania Ovest)
- Il grande paese (The Big Country), regia di William Wyler (USA)
- Gli implacabili (The Tall Men), regia di Raoul Walsh (USA)
- Gli invasori, regia di Mario Bava (Italia, Francia)
- Io ti salverò (Spellbound), regia di Alfred Hitchcock (USA)
- Jane erschießt John, weil er sie mit Ann betrügt, regia di Rudolf Thome (Germania Ovest)
- Jew Süss, regia di Lothar Mendes (Regno Unito)
- Jules e Jim (Jules et Jim), regia di François Truffaut (Francia)
- La lancia che uccide (Broken Lance), regia di Edward Dmytryk (USA)
- Lob des Revolutionärs, regia di Helmut Wietz (Germania Ovest)
- Lola Montès, regia di Max Ophüls (Francia, Germania Ovest)
- La magnifica preda (River of No Return), regia di Otto Preminger (USA)
- Moby Dick, la balena bianca (Moby Dick), regia di John Huston (Regno Unito, USA)
- Le nevi del Chilimangiaro (The Snows of Kilimanjaro), regia di Henry King (USA)
- Old Gringo - Il vecchio gringo (Old Gringo), regia di Luis Puenzo (USA)
- L'oro di Mackenna (Mackenna's Gold), regia di J. Lee Thompson (USA)
- Papà Gambalunga (Daddy Long Legs), regia di Jean Negulesco (USA)
- Passione selvaggia (The Macomber Affair), regia di Zoltán Korda (USA)
- Per qualche dollaro in più, regia di Sergio Leone (Italia, Spagna, Germania Ovest)
- Il presagio (The Omen), regia di Richard Donner (Regno Unito)
- Il prigioniero della miniera (Garden of Evil), regia di Henry Hathaway (USA)
- Il principe coraggioso (Prince Valiant), regia di Henry Hathaway (USA)
- Il promontorio della paura (Cape Fear), regia di J. Lee Thompson (USA)
- Die Purpurlinie, regia di Flo Nordhoff (Germania Ovest)
- Quando la moglie è in vacanza (The Seven Year Itch), regia di Billy Wilder (USA)
- Quaranta pistole (Forty Guns), regia di Samuel Fuller (USA)
- Il re dei barbari (Sign of the Pagan), regia di Douglas Sirk (USA)
- Il re ed io (The King and I), regia di Walter Lang (USA)
- Riccardo Cuor di Leone (King Richard and the Crusaders), regia di David Butler (USA)
- Ritratti (The Portrait), regia di Arthur Penn (USA)
- Romantico avventuriero (The Gunfighter), regia di Henry King (USA)
- Sette spose per sette fratelli (Seven Brides for Seven Brothers), regia di Stanley Donen (USA)
- Sinuhe l'egiziano (The Egyptian), regia di Michael Curtiz (USA)
- Lo spaccone (The Hustler), regia di Robert Rossen (USA)
- Spur der Steine, regia di Frank Beyer (Germania Est)
- Tempesta sul Nilo (Storm Over the Nile), regia di Zoltán Korda e Terence Young (Regno Unito)
- Tempo di furore (Pete Kelly's Blues), regia di Jack Webb (USA)
- La tunica (The Robe), regia di Henry Koster (USA)
- Vacanze romane (Roman Holiday), regia di William Wyler (USA)
- La valle dell'Eden (East of Eden), regia di Elia Kazan (USA)
- La vendetta della signora (The Visit), regia di Bernhard Wicki (USA, Germania Ovest, Francia, Italia)
- Xia nü, regia di King Hu (Hong Kong, Taiwan)
- Yukinojō henge, regia di Kon Ichikawa (Giappone)

## Premi

### Premi della giuria internazionale
- Orso d'oro per il miglior film: ex aequo

Il banchetto di nozze di Ang Lee
La donna del lago delle anime profumate di Xie Fei
- Orso d'argento: Samba Traoré di Idrissa Ouédraogo
- Orso d'argento per il miglior regista: Andrew Birkin per Il giardino di cemento
- Orso d'argento per la migliore attrice: Michelle Pfeiffer per Due sconosciuti, un destino
- Orso d'argento per il miglior attore: Denzel Washington per Malcolm X
- Orso d'argento per il miglior contributo artistico: Temur Babluani, per la rappresentazione umana e fiduciosa della società e delle crisi personali in Udzinarta mze
- Orso d'argento, gran premio della giuria: Il valzer del pesce freccia di Emir Kusturica
- Menzione d'onore:

Assi Dayan, per la regia di Ha-Chayim Al-Pi Agfa
Detlev Buck, per la regia di Wir können auch anders...
- Premio l'angelo azzurro: Le jeune Werther di Jacques Doillon
- Orso d'oro per il miglior cortometraggio: Bolero di Ivan Maksimov
- Orso d'argento, premio della giuria (cortometraggi): At zije mys! di Pavel Koutský

### Premi onorari
- Orso d'oro alla carriera: Billy Wilder, Gregory Peck
- Berlinale Kamera: Victoria Abril, Juliette Binoche, Gong Li, Corinna Harfouch, Johanna ter Steege

### Premi della Children's Jury
- Children's Jury Prize: Det skaldede spøgelse di Brita Wielopolska
- Children's Jury Prize (cortometraggi): Rinnsteinspiraten di Christina Schindler

### Premi delle giurie indipendenti
- Peace Film Award: Madame L'Eau di Jean Rouch
- Premio Caligari: An lian tao hua yuan di Stan Lai
- Premio della giuria ecumenica:
  - Competizione: Le jeune Werther di Jacques Doillon
  - Competizione (menzione speciale): La donna del lago delle anime profumate di Xie Fei
  - Forum: Valsi Pechoraze di Lana Gogoberidze
  - Forum (menzione speciale): Alla deriva di Jon Jost e La petite amie d'Antonio di Manuel Poirier
- Premio Wolfgang Staudte: Laws of Gravity di Nick Gomez
- Teddy Award:
  - Miglior lungometraggio: Wittgenstein di Derek Jarman
  - Miglior documentario: Silverlake Life: The View from Here di Tom Joslin e Peter Friedman
  - Miglior cortometraggio: P(l)ain Truth di Ilppo Pohjola
  - Premio del pubblico: Sex is... di Marc Huestis